# Lobivia pygmaea
Lobivia pygmaea là một loài thực vật có hoa trong họ Cactaceae. Loài này được (R.E. Fr.) Backeb. mô tả khoa học đầu tiên năm 1935.